# Myrmekiaphila
Myrmekiaphila Atkinson, 1886 este un gen de păianjeni din familia Cyrtaucheniidae. Toate speciile descrise sunt endemice, din sud-estul Statelor Unite. 

## Etimologie
Genul a fopst descris pentru prima dată de entomolgul Atkinson în 1886. El a observat păianjenii pe când aceștia vânau furnici lângă mușuroi. De aceea, el a dat genulul numele de Myrmekiaphila, derivat din cuvintele grecești myrmex - "furnici" și philein "a iubi", adică  "iubitoare de furnici"

## Descriere
Corpul este de 2,8–8 mm lungime și 2,25–6,81 mm lățime. Femelele sunt colorate uniform, cu unele dungi gri pe partea dorsală a opistosomei. Culoarea variază de la roșu gălbui până la roșu închis, maro.
Toți membrii genului trăiesc în viziuni, pereții căptușiți cu mătase, pentru a împiedica pătrunderea particulelor de sol. Intrarea în vizuină este închisă de trapă. Acești păianjeni sapă vizuini cu mai multe camere care pot fi închise cu uși secundare, nemaiîntâlnit la alți păianjeni.

## Răspândire
Membrii genului se găsesc doar  în Statele Unite de sud-est,  de-a lungul Munților Apalași, în pădurile din statele: Virginia, Kentucky, Carolina de Nord și de Sud, Tennessee, Georgia în câmpiile din Alabama, Mississippi și Florida. Unele specii se găsesc și în zonele uscate din Texas. 

## Sistematică

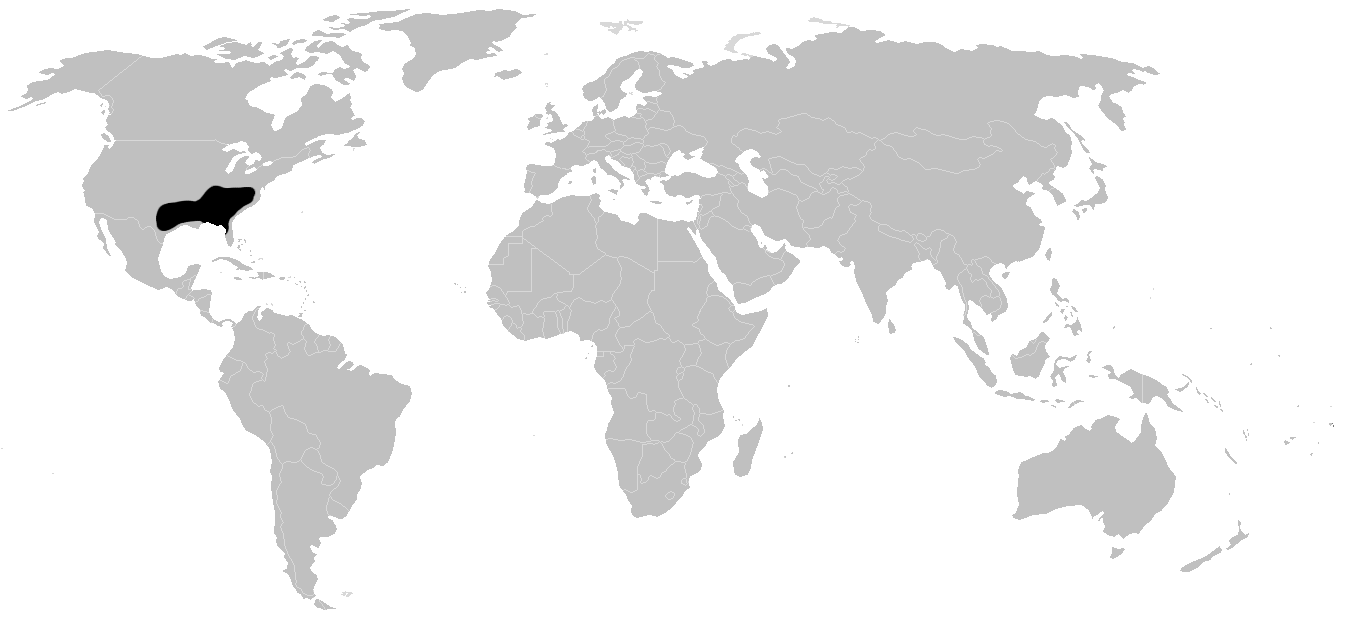
Răspândire genului Myrmekiaphila

- Myrmekiaphila comstocki Bishop & Crosby, 1926;
- Myrmekiaphila coreyi Bond & Platnick, 2007;
- Myrmekiaphila foliata Atkinson, 1886;
- Myrmekiaphila fluviatilis (Hentz, 1850);
- Myrmekiaphila howelli Bond & Platnick, 2007;
- Myrmekiaphila jenkinsi Bond & Platnick, 2007;
- Myrmekiaphila millerae Bond & Platnick, 2007;
- Myrmekiaphila neilyoungi Bond & Platnick, 2007;
- Myrmekiaphila torreya Gertsch & Wallace, 1936;
- Myrmekiaphila minuta Bond & Platnick, 2007;
- Myrmekiaphila flavipes (Petrunkevitch, 1925).